# (9541) Magri
(9541) Magri es un asteroide perteneciente al cinturón de asteroides descubierto el 11 de febrero de 1983 por Edward Bowell desde la Estación Anderson Mesa (condado de Coconino, cerca de Flagstaff, Arizona, Estados Unidos).

## Designación y nombre
Designado provisionalmente como 1983 CH. Fue nombrado en honor a Christopher Magri (n. 1961) quien es científico de la Universidad de Maine en Farmington. Ex radioastrónomo galáctico, ha utilizado análisis de ecos de radar de planetas menores del cinturón principal para demostrar que no hay evidencia de radar de una diferencia entre las densidades aparentes de la superficie de los objetos S y C.

## Características orbitales
Magri está situado a una distancia media del Sol de 2,206 ua, pudiendo alejarse hasta 2,414 ua y acercarse hasta 1,997 ua. Su excentricidad es 0,094 y la inclinación orbital 5,968 grados. Emplea 1196,36 días en completar una órbita alrededor del Sol.

## Características físicas
La magnitud absoluta de Magri es 13,83. Tiene 4,435 km de diámetro y su albedo se estima en 0,392.